# Dafallah al-Haj Ali
Dafallah al-Haj Ali est un homme politique soudanais qui occupe le poste de Premier ministre par intérim du Soudan depuis le 30 avril 2025.

## Biographie
Al-Haj Ali a obtenu une licence à l'Université de Khartoum en 1978. Il est devenu diplomate dans les années 1980 et a été ambassadeur du Soudan en France (2016-2020), au Pakistan et au Vatican.
Al-Haj Ali a été représentant permanent du Soudan auprès des Nations Unies du 13 août 2010 au 16 avril 2014. Après la frappe aérienne israélienne de 2012 contre l'usine de munitions de Yarmouk, al-Haj Ali a porté l'affaire devant le Conseil de sécurité de l'ONU. Il a également affirmé qu'Israël avait violé l'espace aérien soudanais à trois reprises ces dernières années, ajoutant que le Soudan avait le « droit de réagir » et de frapper Israël.
En 2019, al-Haj Ali a demandé une retraite anticipée, mais est revenu après le coup d'État de 2021, devenant sous-secrétaire au ministère des Affaires étrangères jusqu'au 8 décembre 2023. En 2024, il a été nommé ambassadeur du Soudan en Arabie saoudite.
Le 30 avril 2025, al-Haj Ali a été nommé Premier ministre par intérim par le président du Conseil de souveraineté de transition, Abdel Fattah al-Burhan,.